# São Tomé de Negrelos
Negrelos (Sâo Tomé) amb seu a la vila de Sâo Tomé de Negrelos és una freguesia portuguesa del municipi de Santo Tirso, amb 6,12 km² d'àrea i 4.032 habitants (al cens del 2011). La densitat de població n'és de 658,8 hab./km².
Terra antiquíssima, els primers vestigis d'ocupació humana es remunten a la protohistòria, presents al castre de Santa Margarida, monument que es troba classificat com a Immoble d'Interés Públic. La població de S. Tomé de Negrelos apareix ja referida al segle xi. Aquesta població arribà a ser vila, i pertanyia al municipi de Negrelos, el qual després d'extingit s'integrà al municipi de Santo Tirso.
Va ser vila i seu de municipi, de curta existència durant la primera meitat del segle xix. El 1849 tenia 8.105 habitants i 70 km². L'integraven 12 freguesies: Burgães, Monte Córdova, Rebordões, Refojos de Riba de Ave, Roriz, Sâo Mamede de Negrelos, Sâo Martinho do Campo, Sâo Miguel do Couto, Sâo Salvador do Campo, Sâo Tomé de Negrelos, Vilarinho i Penamaior.

## Població
| Població de la freguesia de Negrelos (São Tomé) | Població de la freguesia de Negrelos (São Tomé) | Població de la freguesia de Negrelos (São Tomé) | Població de la freguesia de Negrelos (São Tomé) | Població de la freguesia de Negrelos (São Tomé) | Població de la freguesia de Negrelos (São Tomé) | Població de la freguesia de Negrelos (São Tomé) | Població de la freguesia de Negrelos (São Tomé) | Població de la freguesia de Negrelos (São Tomé) | Població de la freguesia de Negrelos (São Tomé) | Població de la freguesia de Negrelos (São Tomé) | Població de la freguesia de Negrelos (São Tomé) | Població de la freguesia de Negrelos (São Tomé) | Població de la freguesia de Negrelos (São Tomé) | Població de la freguesia de Negrelos (São Tomé) |
| ----------------------------------------------- | ----------------------------------------------- | ----------------------------------------------- | ----------------------------------------------- | ----------------------------------------------- | ----------------------------------------------- | ----------------------------------------------- | ----------------------------------------------- | ----------------------------------------------- | ----------------------------------------------- | ----------------------------------------------- | ----------------------------------------------- | ----------------------------------------------- | ----------------------------------------------- | ----------------------------------------------- |
| 1864                                            | 1878                                            | 1890                                            | 1900                                            | 1911                                            | 1920                                            | 1930                                            | 1940                                            | 1950                                            | 1960                                            | 1970                                            | 1981                                            | 1991                                            | 2001                                            | 2011                                            |
| 889                                             | 892                                             | 957                                             | 1 154                                           | 1 518                                           | 1 568                                           | 1 976                                           | 2 592                                           | 3 203                                           | 3 584                                           | 3 504                                           | 3 981                                           | 4 169                                           | 4 241                                           | 4 032                                           |

En el cens de 1940 figura com a S. Tomé de Negrelos.

## Patrimoni
- Església parroquial
- Capella do Santíssimo Sacramento, adossada a l'església parroquial) amb volta de nus i una llotja cinccentista, exemplar únic de la zona.
- Recorregut dels Molins, al llarg del Rierol de Fôjo, afluent del riu Vizela.

Hi ha diverses cases pairals, com la de Vilela i la del Paço, la de Leiras (Antic Tribunal de la Comarca de S. Tomé de Negrelos), la de Sequeiros, la de Quintão, la de la Renda (Vescomte de Negrelos i José Luís Andrade) i la de Ginjo (Vescomte de Vilarinho de S. Romão).
També són destacables la Casa Sérvolo (estil brasiler), i la Casa "Verde" de la Fàbrica Rio Vizela, on va viure un dels seus primers socis gerents, Victor Haettich.
A més de tenir indrets des d'on hi ha vistes enlluernadores: Alto de Santa Margarida, Pedrados, Covas i Alto das Pombinhas, no es pot visitar aquesta freguesia sense recórrer les quintes on es produeix el millor vi verd de la regió.

## Vestigis arqueològics
- Castre de Santa Margarida (Monument Nacional)
- Església de Sâo Tomé de Negrelos (llotja cinccentista i capella manuelina) - Immoble d'Interés Nacional
- El que resta de les primitives instal·lacions de la Fàbrica Rio Vizela (coneguda com a "Fàbrica de Negrelos"), situades a S. Tomé de Negrelos, on va ser fundada el 1845, al marge esquerre del Vizela. Aquesta fàbrica fou la primera de tota la Vall do Ave i ací es van formar molts tècnics que construïren un teixit empresarial tèxtil de grans dimensions per tota la vall do Ave.